# Zgromadzenie Powszechne
Zgromadzenie Powszechne (Asamblea General) - dwuizbowy parlament w Urugwaju. Składa się z izby niższej -  
Izby Reprezentantów (Cámara de Diputados) oraz izby wyższej - Senatu (Cámara de Senadores). 99 deputowanych Izby Reprezentantów oraz 31 senatorów pochodzi z wyborów powszechnych.
Siedzibą obu izb parlamentu jest Palacio Legislativo w Montevideo.

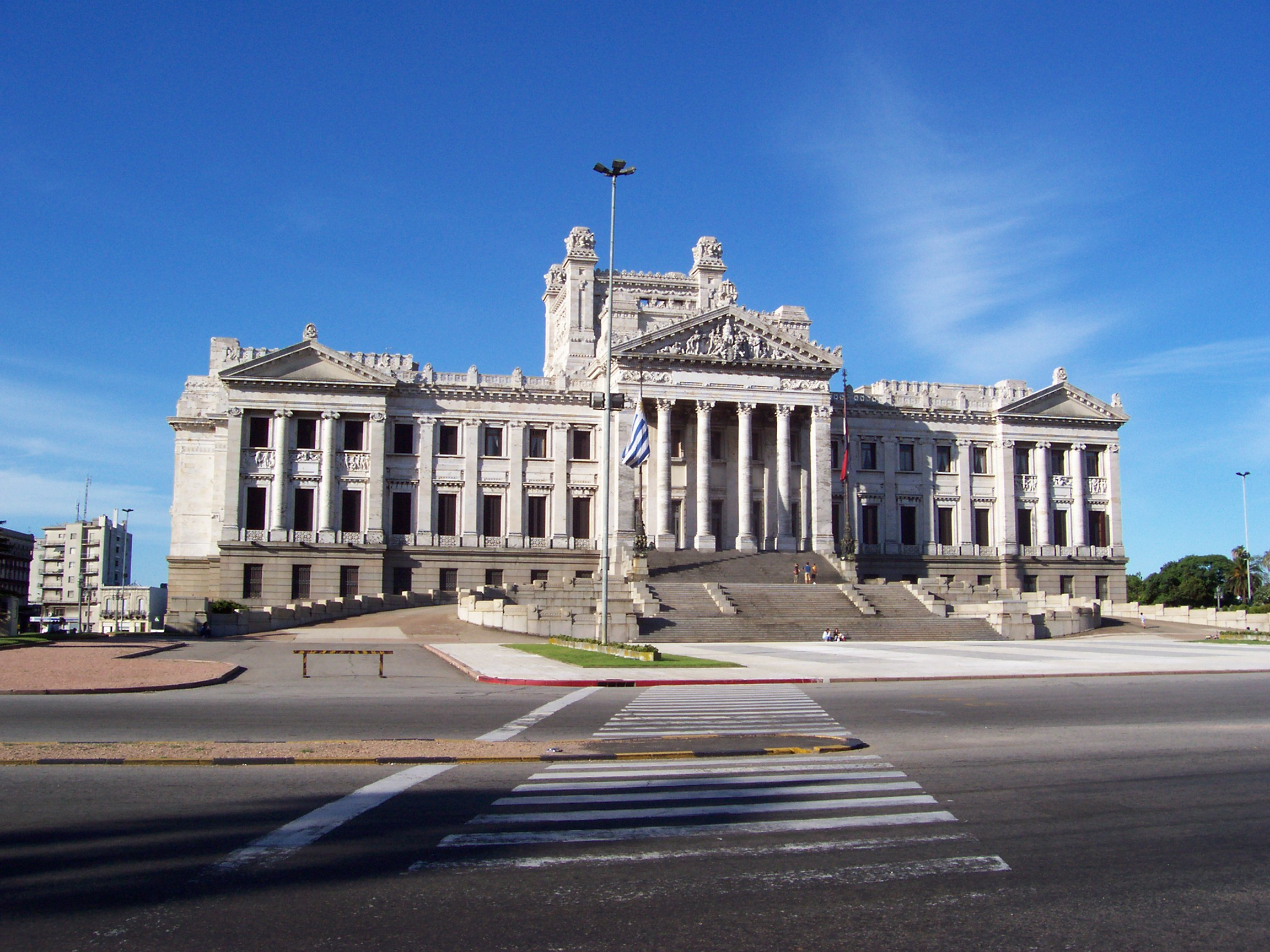
Parlament Urugwaju